# Anthomyia subornata
Anthomyia subornata este o specie de muște din genul Anthomyia, familia Anthomyiidae, descrisă de Ackland în anul 2001. Conform Catalogue of Life specia Anthomyia subornata nu are subspecii cunoscute.